# Atrium Mosty
Galeria Mosty – centrum handlowe w Płocku, w województwie mazowieckim w Polsce.

## Opis
Galeria Mosty powstała w 2010 roku przy zbiegu ulicy Tysiąclecia 2A u zbiegu Przemysłowej oraz Bielskiej. Powstało ona na miejscu Płockiego Przedsiębiorstwa Robót Mostowych. Głównymi najemcami centrum są: Media Expert, Carry, Pepco, Smyk, CCC, i Biedronka.
Pod koniec 2022 roku galeria została sprzedana funduszowi Focus Estate Fund.